# Andrena merimna
Andrena merimna är en biart som beskrevs av Saunders 1908. Andrena merimna ingår i släktet sandbin, och familjen grävbin. Inga underarter finns listade i Catalogue of Life.